# Narvalo (sous-marin, 1906)
Pour les articles homonymes, voir Narvalo et Narvalo (sous-marin).
Le Narvalo (en français: Narval) est un sous-marin italien de la classe Glauco, construit dans les années 1900 pour la Marine royale italienne. 

## Caractéristiques
La classe Glauco déplaçait 160 tonnes en surface et 243 tonnes en immersion. Les sous-marins mesuraient 36,8 mètres, avaient une largeur de 4,32 mètres et un tirant d'eau de 2,5 mètres. Ils avaient une profondeur de plongée de 25 mètres. Leur équipage comptait 2 officiers et 13 sous-officiers et marins. 
Pour la navigation de surface, les sous-marins Glauco, Squalo et Narvalo étaient propulsés par quatre moteurs essence FIAT de 600 chevaux-vapeur (cv) (441 kW) (tandis que les Otaria et Tricheco par des moteurs Thornycroft de 800 cv (588 kW)), entraînant deux arbres d'hélices. En immersion, chaque hélice était entraînée par un moteur électrique  Savigliano de 85 chevaux-vapeur (62 kW). Ils pouvaient atteindre 13 nœuds (24 km/h) en surface et 6,2 nœuds (11,4 km/h) sous l'eau. En surface, la classe Glauco avait une autonomie de 225 milles nautiques (416 km) à 10 nœuds (18,5 km/h); en immersion, elle avait une autonomie de 81 milles nautiques (150 km) à 3,5 nœuds (6,4 km/h).
Les sous-marins étaient armés de deux tubes lance-torpilles à l'avant de 45 centimètres  (sauf le Glauco qui en avait 3 à l'avant), pour lesquels ils transportaient un total de 2 torpilles.

## Construction et mise en service
Le Narvalo est construit par le chantier naval de l'Arsenal de Venise (Arsenale di Venezia) de Venise en Italie, et mis sur cale en 1904. Il est lancé le 21 octobre 1906 et est achevé et mis en service le 16 mai 1907. Il est commissionné le même jour dans la Regia Marina.

## Histoire du service
Après l'entrée en service, le Narvalo est employé à la formation dans les eaux du nord de la mer Adriatique, ayant comme base Venise,.
Il participé à l'exercice militaire de 1908 en mer Tyrrhénienne,.
Lorsque l'Italie entre dans la Première Guerre mondiale, il est stationné à Brindisi, au sein du IVe Escadron de sous-marins, avec le lieutenant de vaisseau (tenente di vascello) Ottavio Siccoli comme commandant,,. Il était employé dans un rôle défensif,.
En 1916, le lieutenant de vaisseau Baccon prend le commandement de l'unité. En mai de la même année, le sous-marin est placé sous le contrôle direct du Commandement des sous-marins (Comando Sommergibili),.
En janvier 1917, le sous-marin est commandé par le lieutenant de vaisseau Cavalleri.
En 1918 - le lieutenant de vaisseau Gino Bombelli commande l'unité - elle fut transférée à Porto Corsini,.
Le 3 août 1918, le sous-marin est placé en réserve, et est ensuite déclassé et mis au rebut.
Tout au long de la guerre, le Narvalo a effectué un total de 65 missions d'embuscade défensive à courte distance de la côte, pour un total de 436 heures en surface et 268 heures sous l'eau,.